# San Fulgencio
San Fulgencio is een gemeente aan de Costa Blanca in Spanje. De gemeente San Fulgencio is gelegen in de comarca Vega Baja del Segura in de provincie Alicante dat behoort tot de autonome regio Valencia. De gemeente heeft een oppervlakte van bijna 20 km² en telt 7.384 inwoners (1 januari 2016), exclusief de vele toeristen die de gemeente aandoen. San Fulgencio bestaat eigenlijk uit de oude historische kern en uit de nabijgelegen urbanisatie La Marina.

## Geschiedenis

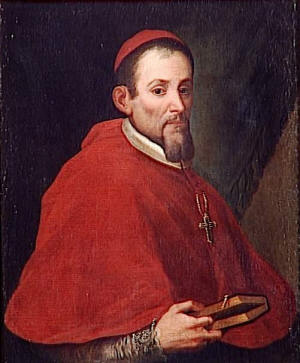
Don Luis de Belluga

De geschiedenis van San Fulgencio gaat terug naar de 18de eeuw toen de bisschop van Cartagena (Don Luis Antonio de Belluga y Moncada) opdracht gaf om de moerasgronden aan de monding van de rivier de Río Segura om te zetten in vruchtbare landbouwgrond. Aan de bisschop is de naam San Fulgencio te danken, dat officieel werd gesticht in 1729, maar waarvan de eerste bewoners afkomstig waren uit het stroomgebied van de Segura (regio Murcia). In 1794 had de nederzetting 1.215 inwoners. Door ziekten en epidemieën nam het inwonertal in 1857 af tot zo'n 866 inwoners. De San Fulgentino (en -na) leefden oorspronkelijk van de landbouw en het inwoneraantal groeiden gestaag.
In de jaren 80 van de 20ste eeuw kwam door de invloed van het toerisme in de gehele Vega Baja del Segura ook een grote stroom nieuwe bewoners de gemeente San Fulgencio bevolken. De nieuwe woonwijken (urbanizaciónes), veelal bedoeld voor de toeristische sector, zijn dichter bij de kust gebouwd dan de historische kern van San Fulgencio. De gemeente ligt dicht bij de kustplaatsen La Marina en Guardamar del Segura.

## Bezienswaardigheden
Uit de beginperiode van San Fulgencio zijn nog enkele archeologische vondsten terug te vinden. De vondsten bij La Escuera en El Oral zijn afkomstig uit de zesde tot negende eeuw na Christus. Het betreft bouwkundige overblijfselen, keramiek en potten afkomstig uit de Punische tijd. In het archeologisch museum van San Fulgencio zijn enkele vondsten te bezichtigen uit de Iberische en Griekse oudheid. In de historische kern staat een parochiekerk uit de 18de eeuw.

## Toerisme
De grootste bron van inkomsten in de regio is de toeristische sector. Veel toeristen doen San Fulgencio aan waarbij voornamelijk wordt overnacht in bungalows en appartementen in de urbanisatie La Marina. Vele horecagelegenheden en toeristische winkels zijn aldaar te vinden alsmede een gemeentelijk sportcomplex. Hoewel San Fulgencio niet direct is gelegen aan de kust, is het strand van het kustdorp La Marina op slechts een paar kilometer afstand gelegen. Voor meer vertier zijn toeristen aangewezen op de grotere stranden van Guardamar del Segura en Santa Pola en de populaire uitgaansgelegenheden van Torrevieja in het zuiden en Elche in het noorden van de gemeente. 
Dagelijkse vinden in diverse plaatsen in de omgeving markten plaats. In de oude kern van San Fulgencio is elke dinsdag markt en in de urbanisatie La Marina op elke donderdag en zaterdag.

## Bereikbaarheid
De gemeente is bereikbaar aan de oostkant (zeezijde) via de kustweg N-332 en aan de westkant via de autoweg CV-860. Diverse buslijnen van Vegabus verbinden de gemeente San Fulgencio en de Urbanisatie La Marina onder meer met Alicante, Orihuela, Elche en Torrevieja. De internationale Luchthaven Alicante ligt in El Altet op zo'n 27 kilometer afstand ten noorden van San Fulgencio.

## Demografische ontwikkeling
Bron: INE; 1857-2011: volkstellingen
Tussen 1996 en 2006 was de toename van het aantal inwoners 232,2%, het op een na hoogste percentage in de autonome regio Valencia. San Fulgencio 10.583 inwoners, waarvan 75,9% niet de Spaanse nationaliteit bezat (overwegend Britten en Duitsers). Dit was het hoogste percentage van heel Spanje (gemiddeld 9,9%) en een van de grootste in de gehele EU. Het is tevens de enige Spaanse gemeente waar het Engels de meest gesproken taal is (vanwege de Britse afkomst van veel inwoners).
De meeste inwoners wonen in de Urbanisatie La Marina ten noordoosten van de oude kern van San Fulgencio. De Urbanisatie La Marina bevat verder de wijken La Escuera, El Oasis en Las Pesqueras (winkelcentrum). De gelijknamige en nabijgelegen kustplaats La Marina behoort niet tot de gemeente San Fulgencio maar tot de gemeente Elche.
Agost · Agres · Aigües · Albatera · Alcalalí · Alcocer de Planes · Alcoleja · Alcoy · Alfafara · Algorfa · Algueña · Alicante · Almoradí · Almudaina · Altea · Aspe · Balones · Banyeres de Mariola · Benasau · Beneixama · Benejúzar · Benferri · Beniarbeig · Beniardá · Beniarrés · Benidoleig · Benidorm · Benifallim · Benifato · Benigembla · Benijófar · Benilloba · Benillup · Benimantell · Benimarfull · Benimassot · Benimeli · Benissa · Benitachell · Biar · Bigastro · Bolulla · Busot · Callosa d'en Sarrià · Callosa de Segura · Calp · Campo de Mirra  · Cañada· Castalla · Castell de Castells · Catral · Cocentaina · Confrides · Cox · Crevillent · Daya Nueva · Daya Vieja · Dénia · Dolores · El Campello · El Castell de Guadalest · El Ràfol d'Almúnia · El Verger · Elche · Elda · Els Poblets · Facheca · Famorca · Finestrat · Formentera del Segura · Gaianes · Gata de Gorgos · Gorga · Granja de Rocamora · Guardamar del Segura · Hondón de las Nieves · Hondón de los Frailes · Ibi · Jacarilla · Jávea · Jijona · L'Alfàs del Pi · L'Alqueria d'Asnar · L'Atzúbia · La Nucia · La Romana · La Vall d'Alcalà · La Vall d'Ebo · La Vall de Laguar · Llíber · Lorcha · Los Montesinos · Millena · Monforte del Cid · Monóvar · Murla · Muro de Alcoy · Mutxamel · Novelda · Ondara · Onil · Orba · Orihuela · Orxeta · Parcent · Pedreguer · Pego · Penàguila · Petrer · Pilar de la Horadada · Pinoso · Planes · Polop · Quatretondeta · Rafal · Redován · Relleu · Rojales · Sagra · Salinas · San Fulgencio · San Isidro · San Miguel de Salinas · San Vicente del Raspeig · Sanet y Negrals · Sant Joan d'Alacant · Santa Pola · Sax · Sella · Senija · Tàrbena · Teulada · Tibi · Tollos · Tormos · Torremanzanas · Torrevieja · Vall de Gallinera · Villajoyosa · Villena · Xaló